# Powszechny Zakład Ubezpieczeń
Powszechny Zakład Ubezpieczeń (Algemene Verzekeringsmaatschappij, PZU) is een Poolse verzekeringsmaatschappij met hoofdzetel in de PZU-toren in Warschau.
Dit bedrijf is een component van de WIG 20-aandelenindex. In de jaren 1927-1952 fungeerde het bedrijf als een universele onderlinge verzekeringsinstelling en had het een monopoly als de grootste verzekeraar van het land. Een beslissing over de privatisering van PZU werd genomen in 1998 met ABN Amro als strategisch adviseur. De privatiseringsovereenkomst van PZU werd in 1999 ondertekend met het Portugees-Nederlandse consortium Eureko. Maar de overeenkomst leidde tot een conflict. In 2005 oordeelde het Internationale Hof van Arbitrage in Londen dat Polen verantwoordelijk is voor vertraging bij de privatisering. In 2009 kwam aan dit conflict een einde.